# Saint-Lamain
Saint-Lamain ist eine französische Gemeinde mit 120 Einwohnern (Stand 1. Januar 2022) im Département Jura in der Region Bourgogne-Franche-Comté. Sie gehört zum Arrondissement Lons-le-Saunier und zum Kanton Bletterans. Die Einwohner nennen sich Saint-Laminois. 
Die Nachbargemeinden sind Toulouse-le-Château und Darbonnay im Norden, Saint-Lothain im Nordosten, Frontenay im Süden, Bréry im Westen und Mantry im Nordwesten.

## Bevölkerungsentwicklung
| Jahr                       | 1962 | 1968 | 1975 | 1982 | 1990 | 1999 | 2008 | 2017 |
| -------------------------- | ---- | ---- | ---- | ---- | ---- | ---- | ---- | ---- |
| Einwohner                  | 129  | 115  | 110  | 114  | 110  | 120  | 121  | 115  |
| Quellen: Cassini und INSEE |      |      |      |      |      |      |      |      |

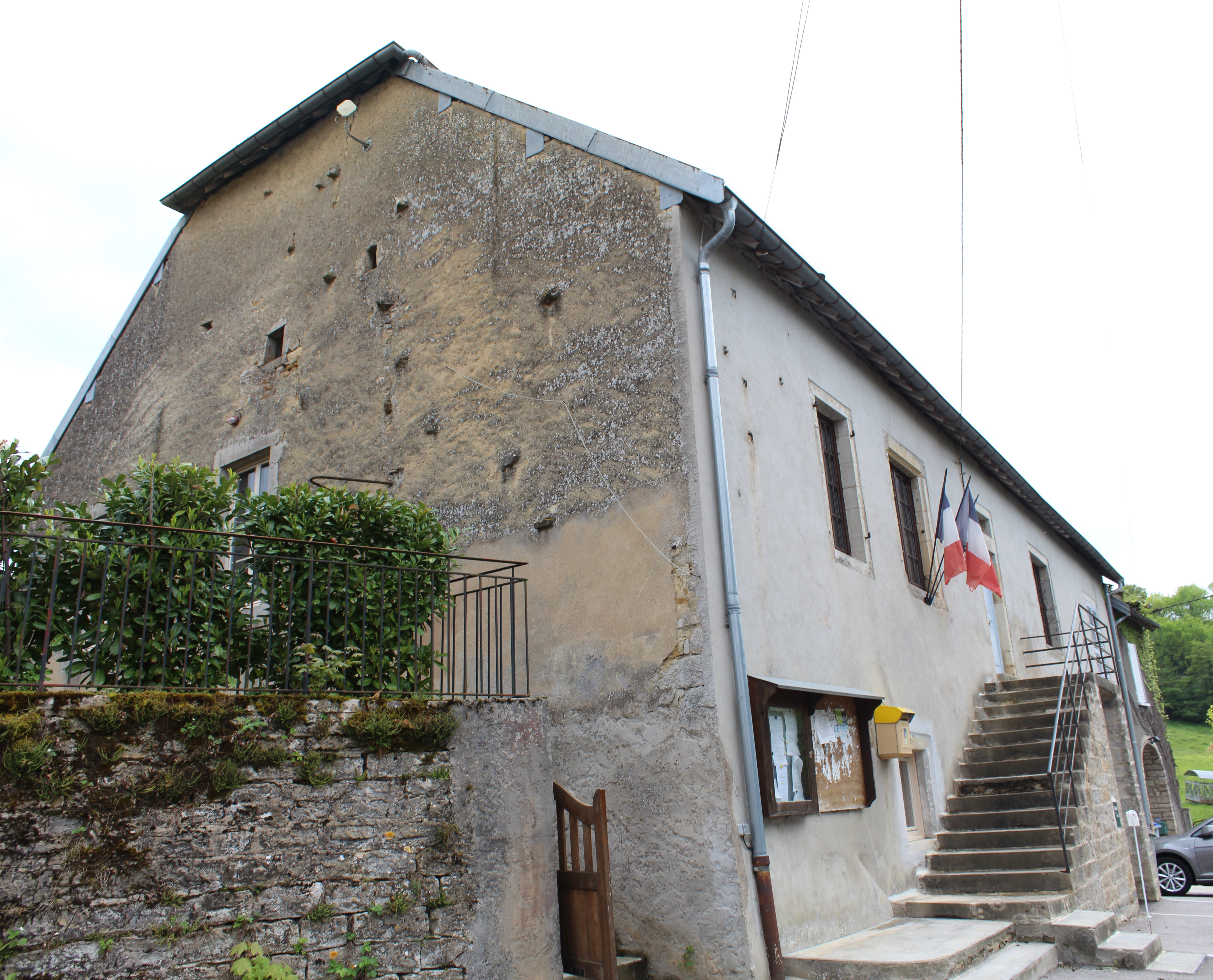
Mairie Saint-Lamain
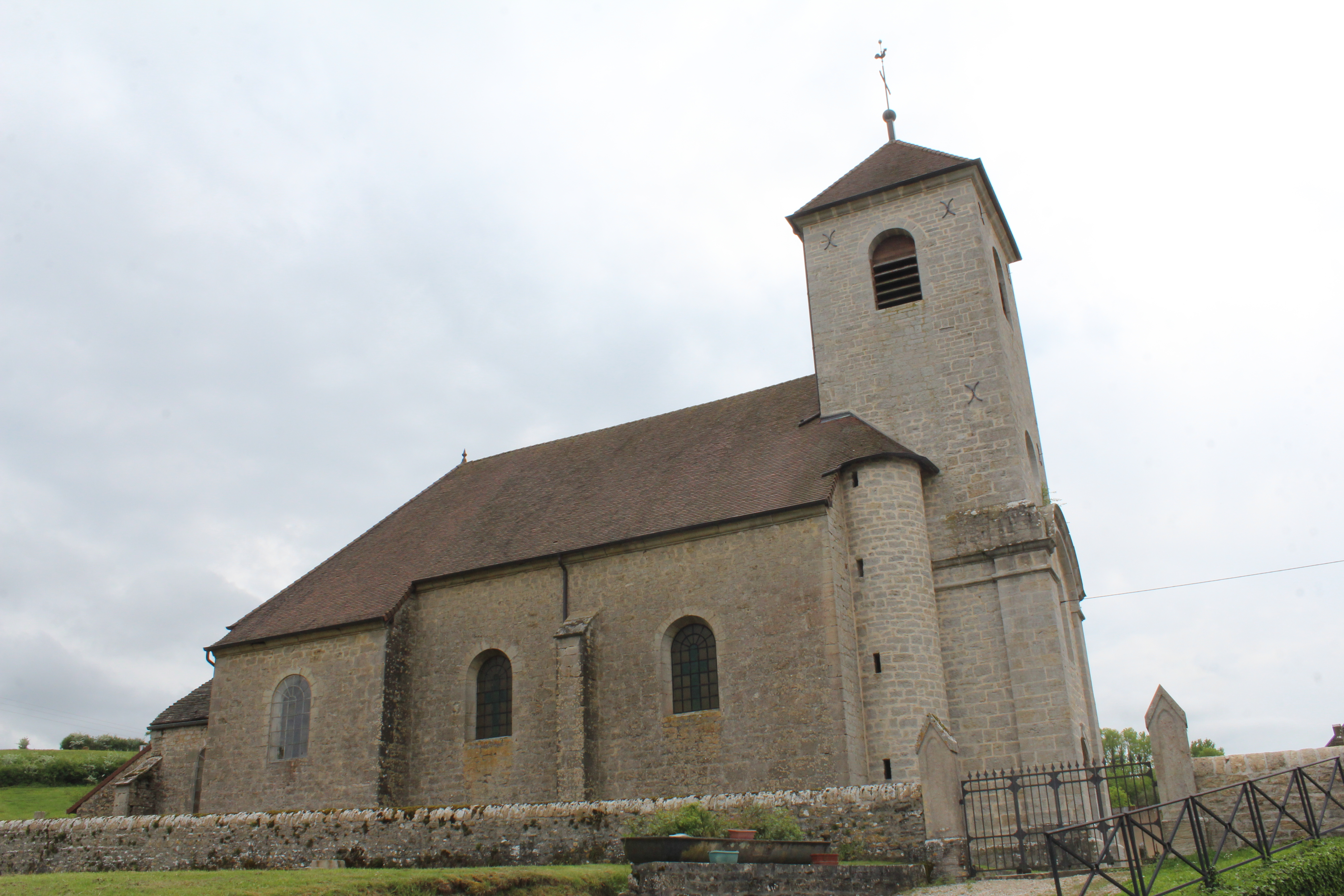
Kirche Saint-Étienne